# 阿拉韦讷
阿拉韦讷（法語：Haravesnes，法語發音：[aʁavɛn]）是法国上法蘭西大區加来海峡省的一个市镇，属于阿拉斯区。

## 地理
阿拉韦讷（50°17'14"N, 2°7'48"E）面积2.4 平方千米，位于法国上法蘭西大區加来海峡省，该省份为法国北部沿海省份，西北濒北海，南至索姆省，东临北部省。
与阿拉韦讷接壤的市镇（或旧市镇、城区）包括：菲利耶夫尔、克-欧迈尼勒、沃村、比尔欧布瓦。

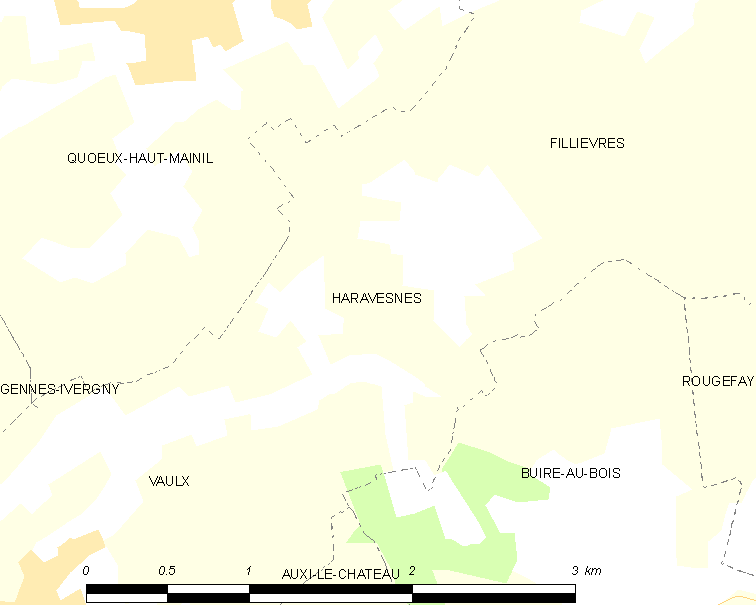
阿拉韦讷的OSM定位图

阿拉韦讷的时区为UTC+01:00、UTC+02:00（夏令时）。

## 行政
阿拉韦讷的邮政编码为62390，INSEE市镇编码为62411。

## 政治
阿拉韦讷所属的省级选区为欧克西堡县。

## 人口

1962-2008年间阿拉韦讷人口变化图示

阿拉韦讷于2022年1月1日时的人口数量为52人。